# Marilândia (Espírito Santo)
Marilândia is een gemeente in de Braziliaanse deelstaat Espírito Santo. De gemeente telt 10.676 inwoners (schatting 2009).
De gemeente grenst aan Colatina, Linhares en Governador Lindenberg.